# Autumnus Verlag
Der Autumnus Verlag ist ein deutscher Buch- und Zeitschriftenverlag mit Sitz in Berlin. Er ist seit 2004 in den  Bereichen Kinderbuch, Belletristik, Essay, Sachbuch und Lernmaterialien tätig.

## Verlagsprogramm
Im Autumnus Verlag erscheinen Bilder- und Kinderbücher, Jugendbücher, Belletristik und Lyrik, Essays und Sachbuch. In der Schriftenreihe: Essays zur Kinderliteratur werden aktuelle Tendenzen der Kinderliteratur behandelt. Ebenfalls an erwachsene Leser richtet sich Philete, Heft für Kunst und Illustration.  

## Autoren (Auswahl)
Martin Ebbertz, Tim Taylor, Peter Haneklaus, Melanie Grundmann, Iris Kersten, Marianne Terplan 
- Anne Spitzner, Susan Müller, Andreas Galk, Klaus von Mirbach, Manfred Lafrentz, Tordis Schuster, Konki, Berta Berger, Steffen Wunder,
- Lydia Nehring, Jan Fischer, Lino Wirag, Marie Theres Kroetz-Relin
- Jule D. Körber, Barbara Klingenberg, Lone Hertel, Marc Jacques Mächler, Geraldine Werhahn[1]